# Serge Hélénon
Serge Hélénon, né en 1934 à Fort-de-France est un peintre, sculpteur, collagiste et graveur français.
Serge Hélénon étudie en Martinique, à Nice et à Paris avant de devenir enseignant à Bamako et à Abidjan.
Cofondateur du collectif Négro Caraïbe avec d'autres Martiniquais en Côte d'Ivoire, il a aussi influencé ses élèves de l'école des Beaux-Arts d'Abidjan qui ont créé l'important mouvement local vohou-vohou.
De retour en France en 1984, où il partage sa vie entre Nice et la Martinique, il œuvre pour la reconnaissance des artistes antillais.

## Biographie

### Jeunesse et formation
Serge Hélénon naît le 7 mai 1934 à Fort-de-France, en Martinique. Quand son père meurt alors que Serge n'a que 5 ans, il est pris en charge par sa grand-mère maternelle, qui tient une boutique dans un bidon ville de la capitale martiniquaise.
Il intègre l'école des Arts Appliqués de Fort-de-France en 1949 puis part à presque 20 ans en France métropolitaine pour poursuivre ses études à l'école des Arts décoratifs de Nice, pendant quatre ans,. Il y fréquente une association d'étudiants noirs africains, ce qui lui donne envie de se rapprocher de ce continent. Après avoir obtenu son diplôme aux Beaux-Arts de Paris, il cherche sans succès du travail dans la publicité.

### Carrière au Mali
Serge Hélénon se marie jeune et doit travailler : il est d'abord maître auxiliaire dans un collège de Toulon de 1958 à 1960 puis poursuit sa carrière d'enseignant en Afrique, dans le cadre de la coopération technique et culturelle, devenant professeur à Bamako, au Mali, où il demeure pendant 10 ans,. Dans ce pays, Hélénon se rend compte que la culture antillaise repose essentiellement sur des bases africaines et envisage de donner une nouvelle direction à son art, inspiré par le mode de vie et les sculptures locales,.
Il voyage plusieurs fois en France : en 1963, il rencontre le galeriste niçois Paul Hervieu, le premier à mettre Hélénon sur le marché de l'art et qui va le suivre toute sa carrière ; en 1969, il fait la connaissance d'autres artistes de la galerie, parmi lesquels le peintre, graveur et sculpteur James Coignard, le peintre, graveur et collagiste Max Papart et surtout le peintre et graveur Henri Goetz, qui lui enseigne la gravure au carborundum, un procédé qu'il a inventé lui-même en 1967,.

### Carrière en Côte d'Ivoire et création du groupe Négro Caraïbe
Hélénon part s'établir en Côte d'Ivoire en 1968, où il intègre le corps enseignant de l'école des Beaux-Arts d'Abidjan,. Dans ce pays, il retrouve des éléments qui rappellent sa jeunesse, en particulier les baraquements semblables aux cases martiniquaises construites avec les débris de caisses. Une époque de pénurie, où la récupération et la débrouillardise étaient de mise. C'est ce qui le pousse à associer le terme « Expression-bidonville » aux œuvres qu’il réalise depuis cette découverte, faisant ainsi un lien entre le passé et le présent,.
L'art de Hélénon évolue en même temps que sa quête identitaire : cherchant à faire un pont entre ses origines africaines et le lieu où il est né, il cofonde avec le Martiniquais Louis Laouchez, lui aussi résidant à Abidjan, le groupe Négro Caraïbe en 1970, avec un manifeste et une exposition au centre culturel français d’Abidjan.
L'école Négro-Caraïbe et plus particulièrement la pédagogie de Serge Hélénon auront une grande influence sur les étudiants de l'école abidjanaise et sur la scène artistique locale, avec notamment le mouvement ivoirien majeur qu'est le vohou-vohou,,,. Cette influence doit aussi au désir de rompre avec les canons occidentaux, à la notion coloniale de rapport dominant-dominé, au choix des supports et matériaux utilisés, recyclés (toile de jute) ou naturels (écorces, décoction de plante pour les couleurs), qui font confiner la peinture à la sculpture,.

### Retour en Martinique
Néanmoins, le groupe se sépare assez rapidement et comme Laouchez, Hélénon quitte l'Afrique dans les années 1980. Après 14 ans au sein de l'école des Beaux-Arts d'Abidjan, Hélénon part à Nice en 1984 puis partage sa vie entre cette ville et la Martinique,.
Les deux artistes se consacrent, en plus de leur art, à faire reconnaître le travail des artistes contemporains antillais en Martinique et en Guadeloupe mais aussi hors des Antilles, mais se confrontent à des infrastructures déficientes et à un manque de volonté politique.

## Œuvre

### Démarche
La démarche de Serge Hélénon, à travers la création de Négro Caraïbe en Afrique, est de retrouver les « sources de l’art nègre pour faire valoir une culture négro-caribéenne ». Ainsi qu'il l'explique dans le catalogue d'une exposition :

« L'École Négro-Caraïbe a été créée par des peintres antillais venus de la Martinique passant par l'Europe et découvrant l'Afrique. Ce départ traduit la recherche de références qui leur sont propres. Il se fait dans un élan instinctif pour déchiffrer, comprendre, ce qui est encore présent de l'Afrique dans les Caraïbes. Pour Serge Hélénon et Louis Laouchez, cet itinéraire est en fait leur expression, dans la différence de l'identité antillaise. Il ne faut surtout pas entendre par École, orientation esthétique. »

Il veut en revanche éviter tout folklorisme ethnique pour s'affranchir de toute catégorisation préjugée par les Occidentaux. Il embrasse ainsi le modernisme, l'art abstrait et un certain minimalisme afin de s'inscrire dans l'avant-garde occidentale. Il crée une nouvelle démarche qui privilégie les objets récupérés ou les éléments plus primitifs pour leurs supports et matières afin d'étendre le champ de son exploration : écorces, planches de bois, vieilles portes, morceaux de palissade, toiles de jute, sable, tissus, bouts de ficelle, morceaux de fer, clous, boîtes de conserves...),,,,. Cette pratique de l'assemblage symbolise ce pont entre les bidonvilles de son passé en Martinique et ceux de la Côte d'Ivoire actuelle. Il questionne la mémoire, « dans une fixation de l’expérience, dans une transfiguration des fragments » : il « manipule des dépouilles et des vestiges du temps, qu’il transmue en œuvre d’art ».
Les surfaces peintes, qu'Hélénon appelle « lieux de peinture », sont dominées par le noir et le blanc ; les noirs sont denses, variés, riches et empreints de charge émotionnelle, tandis que les autres couleurs ne semblent là que pour le rehausser. Lorsqu'il a plus de protagonisme, le blanc est un éclat de lumière, une force du contraste. D'autre couleurs aussi ont cette vocation à faire irruption dans la nuit, comme les rouges pourpre et écarlate et les bleus outremer et indigo. Hélénon ajoute les gammes de couleurs de l'argile, de la terre, du bois pour renforcer sa palette,.

### Œuvres notables
- Psychologica (Expression-Bidonville), 1979-1980. Technique mixte et collage sur assemblage bois, matériaux divers, métal, clous, 90 × 69 cm[5].
- Linceul de Lumière, 1994. Assemblage de bois sur châssis toilé, matière toilée, 215 × 150 cm (Fondation Clément)[18].
- Ami Pierrot (Expression-Bidonville), 1997. Technique mixte et collage, matière toilée et bois sur papier, 115,5 × 80,5 cm[27].
- Porte Kadotée, 1998. Technique mixte, bois, 180 × 92 × 6 cm (Fonds du Mémorial ACTe).
- La mémoire charpentée, 1998. Technique mixte, bois, 160 × 85 × 7 cm (Fonds du Mémorial ACTe).
- Grand retable (Expression-Bidonville), 2003. Technique mixte et collage sur assemblage bois, toile, matière toilée, métaux divers, clous, boutons, écrous, 307 × 321 × 39 cm et plus.

## Expositions notables
- 1970 : première exposition du groupe Négro Caraïbe, au centre culturel français d’Abidjan[14]
- 1975 : exposition Négro Caraïbe organisée par le CMAC[28]
- 2002-2003 : « Les bois sacrés d’Hélénon », musée Dapper (2002-2003)[29]
- 2011 : « Outre-Mer Art Contemporain » (22 artistes des outre-mers), produite par la Fondation Clément, à l'Orangerie du Sénat, dans le jardin du Luxembourg, à Paris[30].